# Cluster (album)
Cluster è il primo album in studio del gruppo musicale tedesco Cluster, pubblicato nel 1971. Fu il solo album che vide Conny Plank membro della formazione. Cluster venne registrato a gennaio del 1971 nella città di Amburgo (Germania), e fu il solo album della formazione pubblicato dalla Philips.

## Il disco
Cluster segnò una fase di transizione dalla musica proto-industrial dei Kluster a sonorità più elettroniche. Attribuendo il cambio di direzione a Plank, Russ Curry di Curious Music sostenne che il musicista "...proseguì la perpetrazione delle improvvisazioni ma concentrando maggiormente l'attenzione sulla struttura del suono..."
Gli strumenti musicali adoperati in questo album includono un paio di organi, chitarra hawaiana, violoncello, e generatori audio, tutti suonati da Moebius e Roedelius e successivamente trattati da Plank.
Descrivendo Cluster in una recensione su AllMusic, Thom Jurek lo definì in parte "...una miscela straniante e disorientante di space music irregolare, industrial noise, atmosfere proto-ambient, feedback..." La recensione editoriale sul sito Amazon.com scrisse:
"Le tre tracce senza titolo composte ed eseguite da Moebius e Roedelius sono esplorative, sempre mutevoli, e mettono in primo piano le distorsioni della chitarra così come i gemiti dei sintetizzatori, sebbene ciascuno di quegli strumenti sia indipendente dagli altri. Questo album si merita tutta l'approvazione ricevuta in passato, collocandosi fra le pietre miliari nella storia dell'ambient senza ritmo."
The Wire considera Cluster uno dei cento album più "gloriosi" di sempre (la classifica è intitolata "One Hundred Records That Set The World On Fire").

## Tracce
Tutte le tracce sono state composte dai Cluster.
1. [untitled] – 15:33
2. [untitled] – 7:38
3. [untitled] – 21:17

## Formazione
- Hans-Joachim Roedelius – organo, violoncello trattato, generatore audio, amplificatore
- Dieter Moebius – organo, chitarra hawaiana, generatore audio, amplificatore
- Conrad Plank – strumentazione elettronica, effetti, produttore